# Operación Crossbow (película)
Operación Crossbow es una película británica de 1965, dirigida por Michael Anderson y protagonizada por George Peppard, junto a una constelación de destacados actores.
Ganadora en el Festival de cine de San Sebastián 1965 del premio Concha de Plata a la mejor actriz  (Lilli Palmer).   

## Sinopsis
Durante la Segunda Guerra Mundial, un grupo de agentes británicos con identidades alemanas suplantadas, son infiltrados en territorio alemán con la misión de desbaratar los planes y la construcción de las bombas volantes V1 y los cohetes V2. Sin saberlo, entre ellos va un doble agente alemán que hará todo lo posible para hacer fracasar la misión; y dos agentes cuya identidad corresponde a personas buscadas por la justicia alemana.
- Datos: Q924090